# Ходање по дасци
Ходање по дасци био је метод погубљења који су у посебним приликама практиковали пирати, побуњеници и други одметнути поморци. Због забаве извршилаца и психолошке тортуре жртава, заробљенике су везивали тако да не могу да отпливају или да се крећу кроз воду и присиљавали да сиђу са дрвене даске или греде која је била подигнута преко бока брода.
Иако је присиљавање заробљеника да ходају по дасци мотив пирата у популарној култури од 19. века надаље, у стварности је документовано свега неколико примера.

## Најранији документовани запис
Фраза „ходање по дасци” је забележена у другом издању Речника вулгарног језика енглеског лексикографа Френсиса Гроуза, које је објављено 1788. године. Гроуз је написао:
Ходање по дасци. Начин уништавања оданих особа или официра током побуне на броду, тако што им се ставља повез преко очију и тако што бивају приморани да ходају по дасци положеној преко бока брода; на тај начин, како претпостављају побуњеници, избегавајући казну за убиство.

## Историјски примери ходања по дасци
Године 1769, побуњеник Џорџ Вуд признао је свом капелану у лондонском затвору Њугејт да су он и његове колеге побуњеници осудили своје официре да ходају по дасци. Аутор Даглас Ботинг, описујући овај извештај, окарактерисао га је као „наводно признање” и „нејасан извештај [...] који може, али не мора бити истинит, и у сваком случају није имао никакве везе са пиратима”.
Извесни Клакстон, хирург на броду Гарланд 1788. године, сведочио је пред комисијом у Дому комуна о томе како су робовласници користили даску:
Хране је, без обзира на смртност, било тако мало, да би, ако би били још десет дана на мору, требало, како су рекли капетан и остали, да натерају робове да ходају по дасци, односно да се баце у море, или да поједу оне робове који су умрли.
О пирату Џону Дердрејку, активном на Балтику крајем прве деценије 18. века, каже се да је убијао све своје жртве присиљавајући их да ходају по дасци.
У јулу 1822. године, Вилијама Смита, капетана британског слупа Блесинг, шпанска пиратска посада шкуне Емануел натерала је на ход по дасци у Антилима.
Лондонске новине The Times су 14. фебруара 1829. известиле да су пирати са шкуне Пресидент заробили и потопили брод Редпол. Командант је упуцан, а посада је натерана да хода по дасци.
Године 1829, пирати су пресрели холандски брик Ван Фредерика у Заветринском пролазу између Девичанских острва и убили већи део посаде тако што су их натерали да ходају по дасци са топовским ђулима везаним за ноге.

## У књижевности
Упркос наизледној реткости ове праксе у стварном животу, ходање по дасци ушло је у популарни мит и фолклор преко приказа у популарној литератури.
Капетан Чарлс Џонсон, у својој књизи Општа историја пирата из 1724. године, описао је сличну праксу (користећи мердевине уместо даске) на Медитерану класичне антике – римским заробљеницима су биле нуђене мердевине, као и слобода, под условом да су вољни да пливају за њу.
Насловна страна сензационалистичке Пиратове личне књиге Чарлса Елмса из 1837. године, очигледно се ослањајући на опис Чарлса Џонсона, садржи илустрацију под насловом „Пиратска сцена – 'Ходање по дасци смрти'”.
У роману Фернандо де Лемос: Истина и фикција Чарлса Гајареа из 1872. године, пират Доминик Ју признао је да је заробио шкуну Патриот, убио посаду и натерао путницу Теодосију Бер Алстон (ћерку бившег америчког потпредседника Арона Бера) да хода по дасци. „Стала је на њу и спустила се у море са грациозном смиреношћу, као да је изашла из кочије”, написао је Гајаре Јуовим гласом. „Потонула је, и поново испливала, са неописивим осмехом анђеоске сласти, махнула ми је руком као да је хтела да каже: 'Збогом, и још једном хвала'; и онда потонула заувек. Пошто је Гајаре помешао чињенице са фикцијом, није познато да ли је Јуово признање било стварно или не.
Роман Острво са благом Роберта Луиса Стивенсона из 1884. садржи најмање три помена ходања по дасци, укључујући на почетку где Били Боунс прича језиве приче о пракси Џима Хокинса. Острво са благом је такође поупуларизовало друге данас уобичајене пиратске мотиве као што су папагаји, дрвене ноге и закопано благо.
Концепт ходања по дасци се такође појављује у роману Петар Пан Џ. М. Барија, где су пирати Капетана Куке помогли да се дефинише овај архетип.

## Даље читање
- Seitz, Don Carlos (март 2002) [1925]. Under The Black Flag. Courier Corporation. ISBN 0-486-42131-7.
- Samuel Pyeatt Menefee, "Pirates: 2. Walking the Plank" [Answer], The Mariner's Mirror, vol. 80 (May, 1994), p. 204